# Hôtel de la Caisse d'épargne de Besançon
L’hôtel de la Caisse d’épargne est un bâtiment de seconde moitié du XIXe siècle situé à Besançon, en France. Il a autrefois accueilli un établissement bancaire, pour lequel il a été construit.

## Situation et accès
L’édifice est situé au no 15 de la rue de la Préfecture, au sud du centre-ville de Besançon. Plus largement, il se trouve dans le département du Doubs, en région Bourgogne-Franche-Comté.

## Histoire
Fondée en 1834, la Caisse d’épargne de Besançon commence son service en janvier 1835. Elle se fait ainsi construire ce bâtiment en 1874 selon les plans de l’architecte bisontin Gustave Vieille,. Le premier étage est alors loué à la Chambre de commerce.